# Lagoon 380
Lagoon 380 är en katamaran som tillverkas av Lagoon catamarans.
Lagoon 380 har tillverkats i ca 800 exemplar och är därmed världens mest producerade cruisingkatamaran.

## Mått
- Längd: 11,55 meter
- Bredd: 6,53 meter
- Vikt: 7120 kg